# Issa Alassane-Ousséni
Issa Alassane-Ousséni, född 10 maj 1961, är en friidrottare från Benin. Han deltog vid olympiska sommarspelen 1988 och olympiska sommarspelen 1996.